# Tadeusz Ślusarski
Tadeusz Ślusarski (* 19. Mai 1950 in Żary, Polen; † 17. August 1998 bei Ostromice nördlich von Przybiernów, Westpommern) war ein polnischer Leichtathlet.
Ślusarski war gemeinsam mit seinem Landsmann Władysław Kozakiewicz der herausragende Stabhochspringer der 1970er und frühen 1980er Jahre. Bei den Olympischen Spielen 1976 in Montréal gewann er die Goldmedaille. Kozakiewicz war als Silbermedaillengewinner der vorherigen Europameisterschaften zwar höher eingeschätzt, doch durch eine Verletzung wurde er nur Elfter. 1980 kam es bei den Olympischen Spielen in Moskau zu einem legendären Dreier-Duell zwischen Ślusarski, Kozakiewicz und dem sowjetischen Sportler Konstantin Wolkow. Ślusarski und Wolkow gewannen die Silbermedaille, Kozakiewicz wurde Olympiasieger.
Im Sommer 1998 kam Tadeusz Ślusarski gemeinsam mit seinem Freund und Olympiasieger im Kugelstoßen, Władysław Komar, auf der Rückkehr von einem Leichtathletikmeeting in Polen bei einem Autounfall ums Leben.